# Sleeping Dogs
Sleeping Dogs je počítačová hra od japonské firmy Square Enix. Ta oprášila hru True Crime: Hong Kong, kterou se rozhodl Activision už nepodporovat. Square Enix ale podle této hry vytvořili pokračování, na které si přizvali všechny vývojáře, kteří na True Crime: Hong Kong pracovali. Hra je ve stylu Grand Theft Auto  a odehrává se v Hongkongu. Hráč hraje za policistu v utajení Weie Shena.

## Děj
Wei se po 15 letech vrací ze Spojených států do rodného Hongkongu. Spolu se svým kamarádem Nazem chtějí rozjet drogový byznys. První obchod se nezdaří a po následné honičce s policií Wei i s Nazem zatčen a umístěn do policejní cely. Zde Wei potká svého kamaráda ze "staré školy" Jackieho. Následně si Weie zavolá Detektiv Penquin. Nabídne mu ať pro něj pracuje. Wei souhlasí a postupem času pozná Winstona (později zastřelen na své vlastní svatbě) který se ho ujme a bude ho brát za vlastního bratra. Wei prožívá spoustu dobrodružství a opravdu hodně bitek než se dopracuje na vrchol, kdy zabije muže který stál za vraždou Winstona, Big Smile Leeho.

## Soubojový systém
Soubojový systém se hodně podobá hře Assassin's Creed, a tak bude Wei využívat všeho okolo (protivníka například vhodí do popelnice, kterou ještě přibouchne). K dispozici jsou i různé zbraně jako např. nůž, kovová tyč nebo pistole,  ale vaší hlavní prioritou by měl být souboj bez nich, protože můžete využívat i různá komba.

## Aktivity
Aktivit ve hře je hned několik. Například můžete hledat malé svatyně, pomodlit se u nich a tak si zvýšit zdraví; pomocí vašeho mobilu hacknout kameru a tak chytit pašeráka drog; plnit hlavní mise; domlouvat si schůzky s přítelkyní nebo jen hledat kufříky s penězi. (Hlavních misí je 35 plus 4 policejní.)